# كأس نيوزيلندا 1957
كأس نيوزيلندا 1957 (بالإنجليزية: 1957 Chatham Cup)‏ هو موسم من كأس نيوزيلندا. فاز فيه Seatoun AFC ‏.